# Ahmedabad Defenders
O Ahmedabad Defenders é um time indiano de voleibol masculino da cidade de Amedabade. Atualmente disputa a Prime League Volley A1 Indiana, possui o vice-campeonato nacional em 2022 e o título em 2023.

## Histórico
Fundado em 2018,  estava inscrito na Pro League Volley de 2019-20, mas, esta competição foi cancelada, e mudou a nomencatura para Prime League Volley, sagrando-se vice-campeão na temporada de 2022, e obteve seu primeiro título na edição de 2023, e foi nomeado como representante da cidade sede do Mundial de Clubes de 2023.

### Campeonatos internacionais
Mundial de Clubes
- Campeonato Asiático

### Títulos conquistados
- Campeonato Indiano (1 vez)
- Campeão: 2023
- Vice-campeão:2022